# Bradley Denton
Bradley Clayton Denton (ur. 1958) – amerykański pisarz, autor powieści, nowel i opowiadań science fiction i czarnych komedii.

## Życiorys
Ukończył studia licencjackie i magisterske na University of Kansas. Otrzymał nagrody literackie: Nagrodę im. Johna W. Campbella (za powieść Buddy Holly żyje i pozdrawia z Ganimedesa), dwukrotnie Nagrodę World Fantasy (za zbiory opowiadań The Calvin Coolidge Home for Dead Comedians i A Conflagration Artist) oraz Nagrodę im. Theodore’a Sturgeona (za nowelę Sierżant Chip).
Jest żonaty. Mieszka w Austin.

## Dzieła

### Powieści
- Wrack and Roll (1986)
- Buddy Holly Is Alive and Well on Ganymede (1991; wyd. pol. 2002 Buddy Holly żyje i pozdrawia z Ganimedesa)
- Blackburn (1993)
- A Conflagration Artist (1993)
- Lunatics (1996; wyd. pol. 2001 Obłąkani)
- One Day Closer to Death: Eight Stabs at Immortality (1998)
- Blackburn's Lady (2001)
- Laughin' Boy (2005)

### Zbiory opowiadań
- A Conflagration Artist (1994)
- The Calvin Coolidge Home for Dead Comedians (1994)
- One Day Closer to Death: Eight Stabs at Immortality (1997)
- Sergeant Chip and Other Novellas (2014)

### Nowele
seria Music Theme
1. The Music of the Spheres (1984)
2. Top of the Charts (1985)

- The Summer We Saw Diana (1985)
- In the Fullness of Time (1986)
- Killing Weeds (1986)
- Baker’s Dozen (1987)
- The Hero of the Night (1988)
- The Calvin Coolidge Home for Dead Comedians (1988)
- The Sin-Eater of the Kaw (1989)
- As Bright as New Coppers (1990)
- Rerun Roy, Donna, and the Freak (1991)
- The Territory (1992)
- We Love Lydia Love (1994)
- Bloody Bunnies (2000)
- Sergeant Chip (2004; wyd. pol. 2013 Sierżant Chip)
- Blackburn and the Blade (2006)
- The Adakian Eagle (2011; wyd. pol. 2012 Orzeł Adacki)

### Opowiadania
- Sugar Daddy (1988)
- The Murderer Chooses Sterility (1989)
- Captain Coyote’a Last Hunt (1990)
- The Chaff He Will Burn (1990)
- Jimmy Blackburn Flies a Kite (1990)
- Skidmore (1991)
- Blackburn & the Blind Man (1991)
- A Conflagration Artist (1994)
- Blackburn Bakes Cookies (1998)
- Timmy and Tommy’s Thanksgiving Secret (2003)
- The King Comes to Texas (2006)
- Blood Moccasins (2013)
- La Bamba Boulevard (2013)
- Bad Brass (2014)

### Eseje
- Letter (1979)
- Read This (1993)
- Letter (1995)
- Afterword (1998)
- Foreword (1998)
- Curiosities (2001)
- Introduction to Glimmer, Glimmer (2005)
- Introduction to Solo in the Spotlight (2005)
- To Write Like Gunn (2013)
- Author’s Note (Sergeant Chip and Other Novellas) (2014)
- Introduction to "Sergeant Chip" (2014)
- Introduction to "The Adakian Eagle" (2014)

### Wiersze
- Mountain Shadow: Shawnee County, Kansas (1985)
- Cap'n Hook (A Tale of the Prairie) (2010)